# Ornella D'Elia
Ornella D'Elia (Mar del Plata, 15 de mayo de 2003) es una actriz argentina. Recibió reconocimiento por su aparición en la película Los sonámbulos (2019), mientras que en televisión es conocida por interpretar el papel de Malena Castillo en la telenovela La 1-5/18 (2021-2022).

## Biografía
Ornella D'Elia nació y vivió hasta los 2 años en la ciudad de Mar del Plata, y luego se mudó junto con su familia la ciudad de Tigre. Es hija de Claudio D'Elia y Karina Vázquez; y tiene tres hermanos llamados Ramiro, Álvaro y Franco. Durante su adolescencia practicaba remo en el Club Hispano Argentino de Tigre, donde las autoridades llamaron a sus padres para comunicarle que se realizaría un casting en las instalaciones del club y que Ornella estaba convocada porque su familia era socia. Al tiempo, Ornella estudió actuación en CAST, un conservatorio de Telefe y en la escuela de Nora Moseinco, siempre bajo la inspiración y los consejos de su abuela paterna, una artista plástica y escritora.

## Carrera profesional
D'Elia comenzó su carrera a los 12 años cuando se presentó al casting de la película Tigre sin tener ninguna experiencia previa en la actuación y quedó seleccionada para el rol de Melina, para cuya preparación recibió la ayuda de un coach de actuación. La película fue dirigida por Silvina Schnicer y Ulises Porra, teniendo su estreno el 5 de octubre de 2017 y recibió críticas positivas por parte de la prensa. Poco después, Ornella apareció en el cortometraje Carla dirigido por Lucía Doval, cuyo estreno fue el 14 de diciembre de 2017. Sin embargo, previo a este último trabajo, Ornella a los 14 años fue seleccionada para protagonizar la cinta Los sonámbulos de Paula Hernández. El filme se estrenó el 6 de septiembre de 2019 y la actuación de D'Elia fue alabada por la crítica especializada, siendo galardonada con el premio a la mejor actriz en varios festivales de cines. Su siguiente papel fue en el cortometraje Toda mi alegría (2018) dirigida por Micaela Gonzalo, donde interpretó a Lucía.
Su primera aparición en televisión fue en la telenovela Pequeña Victoria (2019) de Telefe, donde interpretó a Victoria Jorgensen en su versión adolescente. En 2020, Ornella protagonizó junto a Joaquín Reficco el musical Instrucciones para enseñarle a volar a mi elefante rosa en el Centro Cultural General San Martín, donde personificó el papel de una adolescente con ideas suicidas, siendo dirigida por Alejandra Rubio. El 9 de septiembre de 2021, se estrenó la película La chica más rara del mundo, donde D'Elia interpretó a Tamara, una adolescente que ejerce bullyng sobre la protagonista. Ese mismo año, Ornella adquirió más popularidad al interpretar a Malena Castillo en la telenovela La 1-5/18 emitida por El trece.
A mediados del 2022, Ornella apareció en la película original de Netflix La ira de Dios dirigida por Sebastián Schindel, donde interpretó a Valentina Blanco, una posible víctima de los asesinatos que rodean a su familia. En 2023, D'Elia protagonizó junto a Inés Estévez la obra teatral Bosque adentro en el Centro Cultural 25 de Mayo, poniéndose en la piel de madre e hija y siendo dirigidas por Corina Fiorillo. Ese mismo año, formó parte del elenco principal de la telenovela policial Buenos chicos emitida por El trece, donde asumió el rol de Bruna Lucero, una joven que tiene su padre enfermo y se une a una banda delictiva para ganar dinero.

## Filmografía

### Cine
| Año  | Título                      | Papel            | Notas         |
| ---- | --------------------------- | ---------------- | ------------- |
| 2017 | Tigre                       | Melina           |               |
| 2017 | Carla                       | Carla            | Cortometraje  |
| 2018 | Toda mi alegría             | Lucía            | Cortometraje  |
| 2019 | Los sonámbulos              | Ana              |               |
| 2021 | La chica más rara del mundo | Tamara           |               |
| 2022 | La ira de Dios              | Valentina Blanco |               |
| TBA  | Carrusel                    | Macarena         | Posproducción |
| TBA  | 29 horas y media            | Ana              | Posproducción |
| TBA  | Siempre es de noche         | Por anunciarse   | Posproducción |

### Televisión
| Año       | Título                        | Papel                            | Notas                  |
| --------- | ----------------------------- | -------------------------------- | ---------------------- |
| 2019      | Pequeña Victoria              | Victoria Jorgensen (adolescente) | Participación especial |
| 2021-2022 | La 1-5/18                     | Malena Castillo                  |                        |
| 2023-2024 | Buenos chicos                 | Bruna Lucero                     |                        |
| 2025      | Camaleón, el pasado no cambia | Delfina Gilabert                 |                        |

### Videos musicales
| Año  | Video                 | Papel             | Artista                       |
| ---- | --------------------- | ----------------- | ----------------------------- |
| 2018 | «Somos losotros»      | Chica joven       | Jaque Reina                   |
| 2020 | «Que tal si bailamos» | Interés romántico | The FAM                       |
| 2021 | «Mejor me voy»        | Chica enamorada   | Los Tulipanes y Diego Demarco |

## Teatro
| Año       | Título                                                  | Papel       | Lugar                              |
| --------- | ------------------------------------------------------- | ----------- | ---------------------------------- |
| 2020-2021 | Instrucciones para enseñarle a volar a mi elefante rosa | Adolescente | Centro Cultural General San Martín |
| 2023      | Bosque adentro                                          | Hija        | Centro Cultural 25 de Mayo         |

## Premios y nominaciones
| Año  | Organización                                  | Categoría               | Trabajo        | Resultado | Ref(s) |
| ---- | --------------------------------------------- | ----------------------- | -------------- | --------- | ------ |
| 2019 | Premios Sur                                   | Mejor actriz revelación | Los sonámbulos | Nominada  | [ 14 ] |
| 2019 | Festival de Cine Argentino de Tandil          | Mejor actriz            | Los sonámbulos | Ganadora  | [ 15 ] |
| 2020 | Premios Cóndor de Plata                       | Revelación femenina     | Los sonámbulos | Nominada  | [ 16 ] |
| 2020 | Festival Internacional de Cine de las Alturas | Mejor actriz            | Los sonámbulos | Ganadora  | [ 17 ] |
| 2020 | Festival Internacional de Cine de Chivilcoy   | Mejor actriz            | Los sonámbulos | Ganadora  | [ 18 ] |